# ウンベルト・エーコ
ウンベルト・エーコ（Umberto Eco, 1932年1月5日 - 2016年2月19日）は、イタリアの小説家、エッセイスト、文芸評論家、哲学者、記号学者。イタリア共和国功労勲章受章者。1980年に発表された画期的歴史小説『薔薇の名前（Il nome della rosa）』の著者として最もよく知られる。同作品はフィクションの記号論的分析、聖書分析、中世研究、文学理論の要素を盛り込んだ知的ミステリーである。後に発表した小説作品には、『フーコーの振り子（Il pendolo di Foucault）』、『前日島（L'isola del giorno prima）』などがある。2010年に上梓した『プラハの墓地（Il cimitero di Praga）』はベストセラーとなった。
エーコは学術書や論文、児童書、エッセイなども著した。サンマリノ共和国大学コミュニケーション学科創立者、ボローニャ大学大学院人文学研究科長、アカデミア・デイ・リンチェイ会員、オックスフォード大学ケロッグ・カレッジ名誉フェローを務めた。2016年2月19日、癌のために84歳で死去した。

## 経歴
イタリア北部のピエモンテ州アレッサンドリアに生まれる。父のジュリオは会計士だったが後に政府から3つの戦争へ招聘された。 第二次世界大戦中、ウンベルトと母のジョヴァンナはピエモンテの山腹へ避難した。サレジオ会の教育を受けたため、作品中やインタビューなどでサレジオ会やその創設者について言及している。彼のファミリーネームは、ex caelis oblatus （ラテン語で「天からの贈り物」の意）の頭文字を取ったものと一般に信じられている。これは孤児であった彼の祖父が市の職員から名付けられたものである。
13人兄弟だった父に法律家になるよう強く勧められたが、中世哲学や文学を学ぼうとトリノ大学に入学。トマス・アクィナスの美論についての論文を書き、1954年に学位を取得。この時期に信仰が揺らぎカトリック教会から距離を置いた 。その後に国営放送局のイタリア放送協会(RAI)でドキュメンタリー番組のプロデューサーとして勤務した後、トリノ大学でも講義を行った(1956–64)。63年グループで親しくなった一団の前衛芸術家、画家、音楽家、作家たちは、その後の作家人生における重要で影響力のある要素となった。博士論文の延長である初の自著Il problema estetico in San Tommasoを1956年に出版してからこれは特に顕著となった。この著書はまた、母校での教鞭活動の出発点ともなった。
1962年9月にドイツ人美術教師Renate Ramgeと結婚、息子と娘をひとりずつもうけた。ミラノのマンションとリミニ付近の別荘の2つを拠点とした生活を送った。ミラノに3万冊、リミニに2万冊の蔵書を誇る。1992年から翌年にかけてハーバード大学の教授を務めた（Six Walks in the Fictional Woods）。2002年5月23日、ニュージャージー州ニューブランズウィックのラトガース大学より名誉文学博士を贈られた。イタリア懐疑論者団体CICAPの会員である。

## 研究
1959年に2冊目の著作Sviluppo dell'estetica medievale （中世美学の発展）を刊行した。これによって並外れた中世思想家としての地位を確立し、その文学活動が価値あるものと、彼の父親にも証明した。イタリア陸軍での18ヶ月の兵役を終え1959年にはRAIを後にして、ミラノのBompiani出版社のノンフィクション編集長となった。1975年までこの地位に就いていた。
中世美学に関するエーコの研究が強調するのは理論と実践の区別である。彼によると中世の時代に存在したのは、ひとつには「幾何学的合理性のある何が美であるべきかのスキーマ」であって、他方には「弁証法的な形相と内包」であった。それはお互いをあたかも一枚の窓ガラスのように退け合うのだという。当初は"読者反応"のパイオニアのひとりであったが、時を経てエーコの文学理論は焦点を変えた。
3年の間、エーコは真剣に「開かれた」（オープンな）テクストや記号論についての考えを発展させ始めた。そういった主題のエッセイを数多く執筆し、1962年にOpera aperta （開かれた仕事）を、世に送り出した。その中で論じられているのは、真の文学テクストは一連の意味を持つというより、意味の領域なのであるということ、またそれらは、オープンで精神的にダイナミックで心理学的に研究される分野であると理解されるということである。評価術語学は専門領域ではないのだが、エーコはこのように論じている。読み甲斐のない文学とは、読者の潜在理解力を一面的で明瞭な言葉、すなわち閉じられたテクストに制限するようなものである。その一方で精神、社会、人生の間で最も活動的であるようなテクスト、すなわち開かれたテクストは活気に満ちていて最高のものなのだ。エーコが強調する事実は、単に語彙的な意味を持つ単語はなく、発話の文脈の中で作用するのだということである。これは従来、イギリスのアイヴァー・リチャーズらによって指摘されてきたことだが、エーコはこの考えを言外の意味・含意にまで敷衍した。また発話中の言葉の不定な意味から意味の予測と補完による作用にまで意味の軸を拡張した。エーコがこういった考え方に至ったのは言語学を通してでありまた記号学によるものであって、心理学や伝統的分析を通してではない。後者のアプローチはヴォルフガング・イーザーらのような理論家によるもの、前者はハンス・ロベルト・ヤウスによるものである。本格的な理論を発展させたわけではないが、大衆文化研究にも影響を及ぼしている。

## 人類学活動

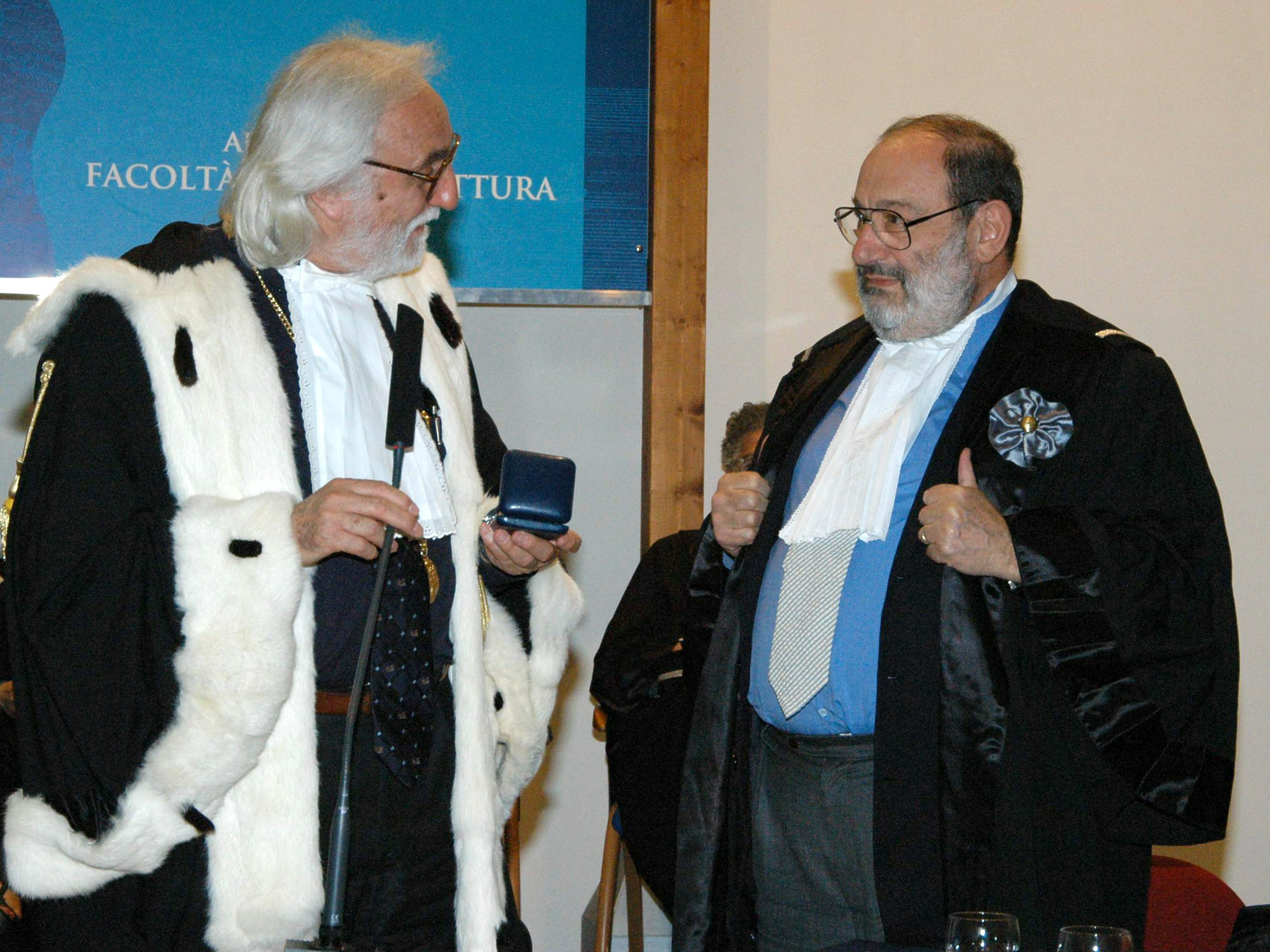
レッジョ・カラブリア大学にてアレッサンドロ・ビアンキ校長から建築学の名誉学位を受けるエーコ

エーコはVersus Quaderni di studi semiotici（イタリアの学術用語で『ヴァーサス』として知られる）という有力な記号論ジャーナルを共同創設し、意味論や記号論に関係する学者の重要な発表基盤となった。その機関誌の基金や活動はイタリアを含むヨーロッパ全土において、記号論の影響をそれ自体の学術分野として増大させることに貢献してきた。
ヨーロッパの有名な記号学者のほとんど、すなわちウンベルト・エーコ、アルギルダス・ジュリアン・グレマン、ジャン=マリー・フロック、パオロ・ファッブリ、ジャック・フォンタニユ、クロード・ジルバーベルグ、ウゴ・ヴォリ、パトリジア・ヴィオリはヴァーサス上に論文を発表してきた。記号論の新たな研究展望を扱う若く無名な学者にもまたヴァーサスのほとんど毎号の中に発表する場が与えられている。
1988年にレッジョ・カラブリア大学でアレッサンドロ・ビアンキ校長から建築学の名誉学位を受け、ボローニャ大学で「非西洋人（アフリカ人・中国人学者）の観点から見る西洋の人類学」という一風変わった課程を創設した。このプログラムはアフリカ人・中国人学者の独自基準で定義されている。エーコは、西アフリカのAlain Le Pichonの考えに基づいた異文化国際ネットワーク発展させ、1991年中国の広州において「知のフロンティア」という名の初の会議を開催するに至った。この最初のイベントの後すぐに"普遍探究の誤解"についての欧州・中国セミナーがシルクロードに沿って広東から北京で開かれた。後者は最終的にThe Unicorn and the Dragonという名の本となった。その中で中国とヨーロッパの知識を創造することの疑問について議論している。この書籍に関わった学者は、中国人ではタン・イジー、ワン・ビン、Yue Dayunなどがいる。ヨーロッパ人ではフーリオ・コロンボ、アントワーヌ・ダンシャン ジャック・ル・ゴフ、パオロ・ファッブリ、アラン・レイなどがいる。
洋の東西の相互知識を省察すべく、ボローニャでの会議に続いてマリのトンブクトゥで2000年にセミナーが開かれた。これが今度はブリュッセル、パリ、ゴアでの一連の会議につながり2007年には遂に北京で会議が行われた。北京会議の議題は"秩序と無秩序"、"戦争と平和の新概念"、"人権"、"社会正義と調和"であった。開会講演はエーコが行った。プレゼンテーションを行った人類学者は次の通りである。インド:Balveer Arora、Varun Sahni、Rukmini Bhaya Nair。アフリカ:ムサ・ソウ。ヨーロッパ:ローランド・マーティ、モーリス・オーレンダー。韓国:チャ・インスク。中国:ホワン・ピン、チャオ・ティンヤン。有力な法学者や科学者（アントワーヌ・ダンシャン、アーメド・ジェバー、ディーター・グリム）もまたプログラムに参加した。
国際コミュニケーションや国際理解を容易にする対話への興味は洋の東西を問わず、国際補助語のエスペラントにも関心を抱いている。一方、SNSには「孤独を深めるだけ」と懐疑的だった。

## 小説

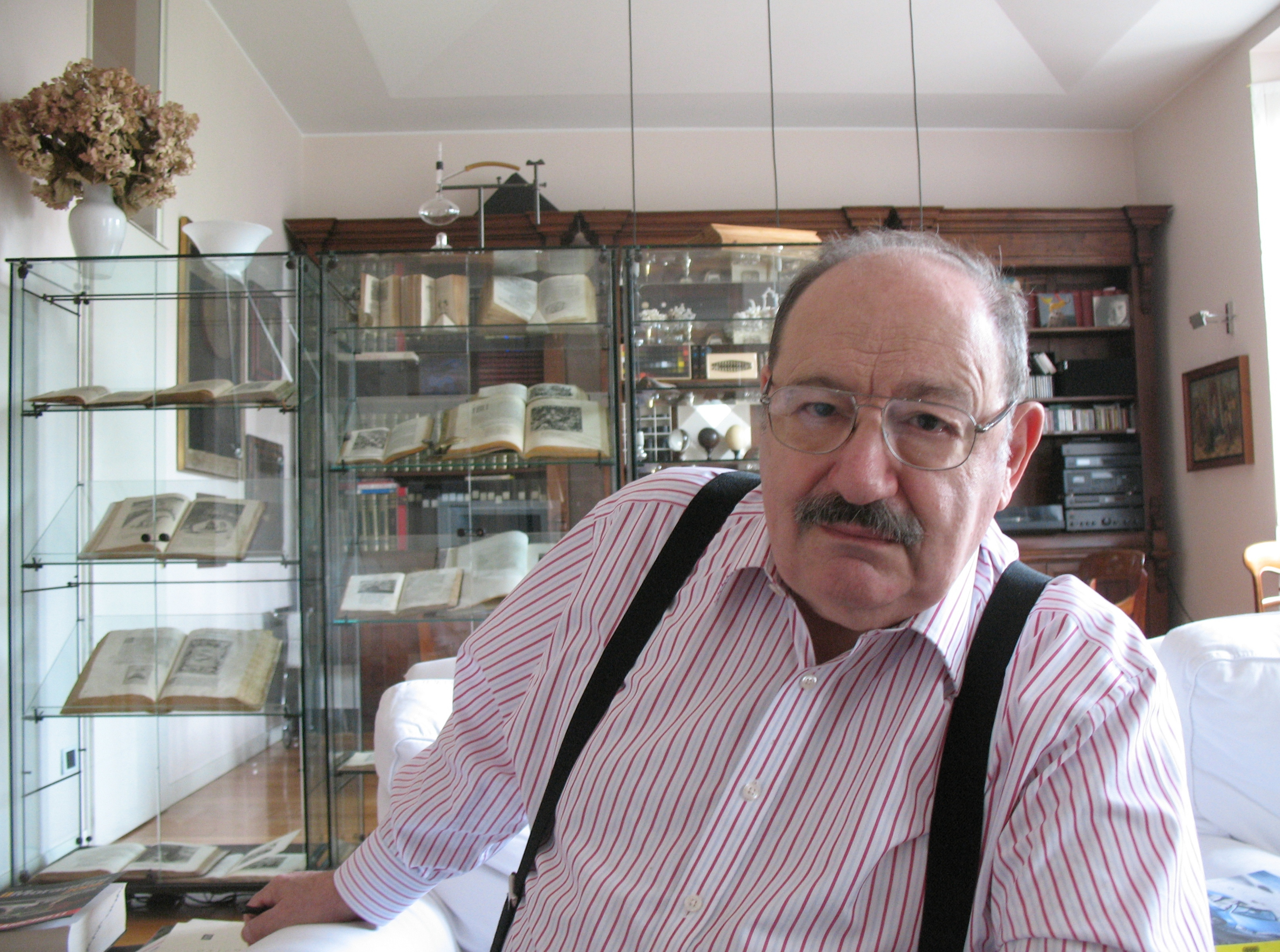
自宅にて(2010年4月)

エーコの創作作品は好調な売れ行きを見せており、多数の言語に翻訳され世界中で楽しまれている。小説はしばしば歴史上の人物や書物に言及し、濃密で難解なプロットは幻惑的な展開をたどる傾向がある。
1980年出版の小説第1作『薔薇の名前』は、14世紀の修道院が舞台の歴史ミステリーであるが、その中でエーコは中世研究者としての知識をふんだんに用いている。バスカヴィルのフランシスコ会修道士ウィリアムが、ベネディクト会の見習修道士のアドソと共に、重要な宗教議論を開催するため設置された修道院での連続殺人を調査するという内容である。エーコは、読者が神学専門家でなくとも内容を楽しめるように、中世の神学論争や異端審問を現代の政治・経済用語へ翻訳することに特に長けている。『薔薇の名前』は後にショーン・コネリー、F・マーリー・エイブラハム、クリスチャン・スレーターら主演で映画化されている。
この小説の注目すべき事実のひとつは、根底をなす殺人事件が（リチャード・バートンによってアラビア語から英訳された）『アラビアンナイト』からの借用であるということである。また、バスカヴィルのウィリアムの調査シーンの描写のいくつかは、アーサー・コナン・ドイルによる19世紀の架空の探偵シャーロック・ホームズの特徴を換骨奪胎している。実際、直接・間接を問わず他作品へ多くの言及がなされている。それゆえ、それがメタテクスト性の作品として作用し読者に「謎解き」をすることを要求することになる。
『薔薇の名前』は、ホルヘ・ルイス・ボルヘスへの独創的かつ伝記的な賛辞でもあり、小説や映画の中で彼は、盲目の修道士であり図書館司書であるブルゴスのホルヘ（英語名：ジョージ）として表現されている。ホルヘと同じように、ボルヘスは書物への情熱に身を捧げて禁欲生活を送り、晩年は目が不自由になった。
1988年出版の小説第2作『フーコーの振り子』も好調な売れ行きを見せ、数年で多国語に訳された。この小説では、零細出版社に勤める3人の編集者らが、戯れに陰謀説をでっちあげようと思い立つ。彼らが「計画」と呼ぶその陰謀は、テンプル騎士団に端を発する秘密結社が世の中を転覆させようとしているという、巨大で深遠なものだった。物語が展開するにつれ、3人は徐々に「計画」の細部にとりつかれていく。やがて「計画」を知った部外者たちが、3人が本当にテンプル騎士団の失われた財宝を手に入れるための秘密を発見したと信じ込んでしまい、彼らの遊びは危険なものになってしまう。
1994年に第3作目『前日島』が出版され、この小説は17世紀を舞台に、海上に停泊した無人船に漂着した主人公の青年は、船べりから見える島を日付変更線の向こう側の「前日にある島」だと考えるようになる。しかし、泳げない主人公は身動きがとれず、自分を現在の境遇に追いやったこれまでの半生と冒険を回想するのに時を費やす。
2000年に第4作目の小説『バウドリーノ』が出版。騎士バウドリーノは、第4回十字軍によるコンスタンティノープル略奪のさなか、ビザンチン歴史学者ニケタス・コニアテスを救う。嘘つきを自称するバウドリーノは、農家のせがれである自分がフリードリヒ1世の養子になり、やがて司祭ヨハネの幻の王国を探す旅をするまでの自らの半生を打ち明ける。しかしこの話の至るところで彼はペテンやほら吹きの才能を鼻にかけ、ニケタスは（そして読者も）彼の話がどこまで本当なのかわからなくなってしまう。
2004年に第5作目の小説『女王ロアーナ、神秘の炎』（英訳：The Mysterious Flame of Queen Loana）が出版された。昏睡状態から回復し過去を取り戻す記憶しかなくなってしまった、年老いた古書商人Iambo Bodoniを中心に話が展開する。これがエーコの最後の小説になるという噂があったが、2009年の「ロンドン・ブックフェア」でのインタビューで、自分はまだ「若い小説家」であり、この先ももっと小説を書くだろう、と本人が述べたことで打ち消された。
2010年10月に第6作目の小説『プラハの墓地』（伊語: Il cimitero di Praga、英訳：The Prague Cemetery）は、出版された。
エーコの作品が示しているのは間テクスト性、すなわちすべての文学作品にまたがる相互関連の概念である。彼の小説には、文学や歴史への、巧妙でしばしば多言語的な言及が豊富に含まれる。例えばバスカヴィルのウィリアムという登場人物は、修道士であり探偵でもある論理思考型のイギリス人であり、その名はオッカムのウィリアムや（『バスカヴィル家の犬』を介して）シャーロック・ホームズを想起させる。エーコは自らの作品に最も影響を与えた現代作家として、ジェイムズ・ジョイスとホルヘ・ルイス・ボルヘスを挙げている（On Literatureによる）。

## 著書

### 小説
- Il nome della rosa (1980; English translation: The Name of the Rose, 1983)
河島英昭訳『薔薇の名前』 東京創元社（上下）、1990年
- Il pendolo di Foucault (1988; English translation: Foucault's Pendulum, 1989)
藤村昌昭訳『フーコーの振り子』 各（上下）、文藝春秋、1993年／文春文庫、1999年
- L'isola del giorno prima (1994; English translation: The Island of the Day Before, 1995)
藤村昌昭訳『前日島』 文藝春秋、1999年／文春文庫（上下）、2003年
- Baudolino (2000; English translation: Baudolino, 2001)
堤康徳訳『バウドリーノ』 各（上下）、岩波書店、2010年／岩波文庫、2017年4月
- La misteriosa fiamma della regina Loana (2004; English translation: The Mysterious Flame of Queen Loana, 2005)
和田忠彦訳『女王ロアーナ、神秘の炎』、岩波書店（上下）、2018年1月
- Il cimitero di Praga (2010; English translation: The Prague Cemetery, 2011)
橋本勝雄訳『プラハの墓地』 東京創元社・海外文学セレクション、2016年2月
- Numero zero (2015; English translation: Numero Zero, 2015)
中山エツコ訳『ヌメロ・ゼロ』 河出書房新社、2016年9月／河出文庫、2018年11月

### ノンフィクション
- Il problema estetico in San Tommaso (1956 – English translation: The Aesthetics of Thomas Aquinas, 1988, revised)
和田忠彦監訳、石田隆太・石井沙和訳『中世の美学 トマス・アクィナスの美の思想』慶應義塾大学出版会、2022年
- "Sviluppo dell'estetica medievale", in Momenti e problemi di storia dell'estetica (1959 – Art and Beauty in the Middle Ages, 1985)
- Opera aperta (1962, rev. 1976 – English translation: The Open Work (1989)
篠原資明・和田忠彦訳『開かれた作品』青土社、1984年。新装版1990年・1997年・2002年、新訂版2011年
- Diario Minimo (1963 – English translation: Misreadings, 1993)
和田忠彦訳『ウンベルト・エーコの文体練習』新潮社、1992年／新潮文庫、2000年／河出文庫（増訂版）、2019年
- Apocalittici e integrati (1964 – Partial English translation: Apocalypse Postponed, 1994)
- Le poetiche di Joyce (1965 – English translations: The Middle Ages of James Joyce, The Aesthetics of Chaosmos, 1989)
- La Struttura Assente (1968 – The Absent Structure)
- Il costume di casa (1973 – English translation: Faith in Fakes: Travels in Hyperreality, 1986)
- Trattato di semiotica generale (1975 – English translation: A Theory of Semiotics, 1976)
池上嘉彦訳『記号論』 各（Ⅰ・Ⅱ）岩波書店・岩波現代選書、1980年、同時代ライブラリー、1996年／講談社学術文庫、2013年
- Il Superuomo di massa (1976)
- Dalla periferia dell'impero (1977)
- Lector in fabula (1979)
篠原資明訳『物語における読者』青土社、1993年、新装版2003年
- Sette anni di desiderio (1983)
- Postille al nome della rosa (1983 – English translation: Postscript to The Name of the Rose, 1984)
谷口勇訳『「バラの名前」覚書』而立書房、1994年
- Semiotica e filosofia del linguaggio (1984 – English translation: Semiotics and the Philosophy of Language, 1984)
谷口勇訳『記号論と言語哲学』国文社、1996年
- De Bibliotheca (1986 – in Italian and French)
- Lo strano caso della Hanau 1609 (1989 – French translation: L'Enigme de l'Hanau 1609, 1990)
- I limiti dell'interpretazione (1990 – The Limits of Interpretation, 1990)
- La ricerca della lingua perfetta nella cultura europea (1993 – English translation: The Search for the Perfect Language (The Making of Europe), 1995)
上村忠男、廣石正和訳『完全言語の探求』平凡社、1995年／平凡社ライブラリー、2011年
- Six Walks in the Fictional Woods (1994)
和田忠彦訳『エーコの文学講義――小説の森散策』岩波書店、1996年／新版『小説の森散策』岩波文庫、2013年
- Incontro – Encounter – Rencontre (1996 – in Italian, English, French)
- Cinque scritti morali (1997 – English translation: Five Moral Pieces, 2001)
和田忠彦訳『永遠のファシズム』岩波書店、1998年／岩波現代文庫、2018年
- Kant e l'ornitorinco (1997 – English translation: Kant and the Platypus: Essays on Language and Cognition, 1999)
和田忠彦監訳『カントとカモノハシ』（上・下） 岩波書店、2003年
- Serendipities: Language and Lunacy (1998)
谷口伊兵衛訳『セレンディピティー――言語と愚行』而立書房、2008年
- How to Travel with a Salmon & Other Essays (1998 – Partial English translation of Il secondo diario minimo, 1994)
- La bustina di Minerva (1999)
- Experiences in Translation, University of Toronto Press (2000)
- Sulla letteratura (Bompiani, 2003 – English translation by Martin McLaughlin: On Literature, 2004)
和田忠彦訳『文学について』岩波書店、2020年9月
- Mouse or Rat?: Translation as negotiation (2003)
- A passo di gambero. Guerre calde e populismo mediatico (Bompiani, 2006 – English translation：Turning Back the Clock: Hot Wars and Media Populism, Alastair McEwen, 2007)
リッカルド・アマデイ訳『歴史が後ずさりするとき――熱い戦争とメディア』岩波書店、2013年／岩波現代文庫、2021年5月
- Dall'albero al labirinto: studi storici sul segno e l'interpretazione (Bompiani, 2007 – English translation: "From the Tree to the Labyrinth: Historical Studies on the Sign and Interpretation", Anthony Oldcorn, 2014)、「セレンディピティー」の増補版
- Confessions of a Young Novelist（Harvard University Press, 2011）
和田忠彦『ウンベルト・エーコの小説講座：若き小説家の告白』筑摩書房、2017年7月
- De la estupidez a la locura：Pape Satán Aleppe（La nave di Teseo, 2016）
谷口伊兵衛・ジョバンニ・ピアッザ訳『現代「液状化社会」を俯瞰する』而立書房、2019年。精選コラム集
- Sulle spalle dei giganti（La nave di Teseo, 2017）
和田忠彦監訳、石田聖子ほか全5名訳『ウンベルト・エーコの世界文明講義』河出書房新社、2018年11月
- Sulla televisione (La nave di Teseo, 2018)
和田忠彦監訳、小久保真理江ほか全6名訳『ウンベルト・エーコのテレビ論集成』河出書房新社、2021年3月

以下は日本語訳のみ
- 谷口勇訳『テクストの概念――記号論・意味論・テクスト論への序説』而立書房、1993年
- 谷口伊兵衛(勇)訳『記号論入門――記号概念の歴史と分析』而立書房、1997年
- 谷口伊兵衛編訳『エコの翻訳論――エコの翻訳論とエコ作品の翻訳論』而立書房、1999年
- 谷口伊兵衛訳『中世美学史――「バラの名前」の歴史的・思想的背景』而立書房、2001年

## 共著・編著 ほか
- Carnival!（Mouton De Gruyter, 1984 - with V. V. Ivanov, Monica Rector） 
池上嘉彦・唐須教光訳『カーニバル！』岩波書店、1987年。V・V・イワーノフ、モニカ・レクトールとの共著
- A semiotic Landscape. Panorama sémiotique. Proceedings of the Ist Congress of the International Association for Semiotic Studies, Den Haag, Paris, New York: Mouton (Approaches to Semiotics, 29) (with Seymour Chatman and Jean-Marie Klinkenberg).
- The Role of the Reader: Explorations in the Semiotics of Texts (1979 – English edition containing essays from Opera aperta, Apocalittici e integrati, Forme del contenuto (1971), Il Superuomo di massa, Lector in Fabula).
- Interpretation and Overinterpretation (1992 – with R. Rorty, J. Culler, C. Brooke-Rose; edited by S. Collini)
『エーコの読みと深読み』 柳谷啓子、具島靖訳、岩波書店、1993年、新版2013年

リチャード・ローティ、ジョナサン・カラー、C. ブルック=ローズ共著、ステファン・コリーニ編
- In cosa crede chi non crede? (1996 - with Carlo Maria Martini) – English translation: Belief or Nonbelief?: A Dialogue, 2000)
- Storia della bellezza (2004, co-edited with Girolamo de Michele – English translation: History of Beauty/On Beauty, 2004)
ジローラモ・デ・ミケーレ共編著『美の歴史』 植松靖夫監訳、川野美也子訳、東洋書林、2005年
- Storia della bruttezza (Bompiani, 2007 – English translation: On Ugliness, 2007)
川野美也子訳『醜の歴史』東洋書林、2009年
- La Vertigine della Lista (Rizzoli, 2009) – English translation: The Infinity of Lists
川野美也子訳『芸術の蒐集』東洋書林、2011年
- Jean-Claude Carrière et Umberto Eco, N’espérez pas vous débarrasser des livres（Paris, Éditions Grasset, 2009）, ジャン＝フィリップ・ド・トナック聞き手
ジャン＝クロード・カリエール共著『もうすぐ絶滅するという紙の書物について』 工藤妙子訳、阪急コミュニケーションズ、2010年
- Costruire il nemico e altri scritti occasionali (Bompiani, 2011) – English translation by Richard Dixon: Inventing the Enemy (2012)
- Storia delle terre e dei luoghi leggendari (Bompiani, 2013) – English translation by Alastair McEwen: The Book of Legendary Lands (2013)
三谷武司訳『異世界の書――幻想領国地誌集成』東洋書林、2015年

### アンソロジー
- Eco, Umberto; Sebeok, Thomas A., eds. (1984), The Sign of Three: Dupin, Holmes, Peirce, Bloomington, IN: History Workshop, Indiana University Press, ISBN 978-0-253-35235-4
トマス・A・シービオク編、小池滋監訳『三人の記号――デュパン、ホームズ、パース』東京図書、1990年

エドガー・アラン・ポー作品のC・オーギュスト・デュパン、アーサー・コナン・ドイル作品のシャーロック・ホームズ、そしてチャールズ・サンダース・パースその他によって用いられるアブダクション的推論方法に関する論文集10編。

### マニュアル
- Come si fa una tesi di laurea (1977)  – English translation How to Write a Thesis (2015)
谷口勇訳『論文作法――調査・研究・執筆の技術と手順』而立書房、1982年。新版1991年・1998年・2003年

### 児童書
（エウジェニオ・カルミ作画）
- La bomba e il generale (1966, Rev. 1988 – English translation: The Bomb and the General Harcourt Children's Books (J); 1st edition (February 1989) ISBN 978-0152097004)
海都洋子訳『爆弾と将軍』阪急コミュニケーションズ、1990年；［改題］『爆弾のすきな将軍』六耀社、2016年
- I tre cosmonauti (1966 – English translation: The Three Astronauts Martin Secker & Warburg Ltd; First edition (3 April 1989) ISBN 978-0436140945)
海都洋子訳『三人の宇宙飛行士』阪急コミュニケーションズ、1990年；［改題］『火星にいった3人の宇宙飛行士』六耀社、2015年
- Gli gnomi di Gnu (1992 – English translation: The Gnomes of Gnu Bompiani; 1. ed edition (1992) ISBN 978-8845218859)

### エーコに関する研究文献
- 篠原資明 『エーコ　記号の時空―現代思想の冒険者たち29』講談社、1999年
- ルイス・パンコルボ、セース・ノーテボーム、トマス・シュタウダー『ウンベルト・エコ インタヴュー集――記号論、『バラの名前』そして『フーコーの振り子』』谷口勇（伊兵衛）訳、而立書房、1990年
- ジュール・グリッティ 『ウンベルト・エーコ』 谷口勇（伊兵衛）訳、ユーシープランニング、1995年
- ロベルト・コトロネーオ 『不信の体系―「知の百科」ウンベルト・エコの文学空間』 谷口伊兵衛・ジョバンニ・ピアッザ訳、而立書房、2003年
- トマス・シュタウダー 『ウンベルト・エコとの対話』谷口伊兵衛・ジョバンニ・ピアッザ訳、而立書房、2007年
- 谷口伊兵衛／ジョバンニ・ピアッザ、トマス・シュタウダー『追悼―ウンベルト・エコ　マンドローニョ魂から遺言『ヌーメロ・ゼロ』まで』谷口伊兵衛編訳、文化書房博文社、2016年

## 主な受賞歴
- 1981年 ストレーガ賞
- 1982年 メディシス賞外国小説部門
- 2000年 アストゥリアス皇太子賞コミュニケーションおよびヒューマニズム部門
- 2001年 オーストリア国家賞